# Arado Ar 96
L'Arado Ar 96 est un avion d'entraînement avancé allemand de la Seconde Guerre mondiale. Cet élégant monoplan fut un des principaux avions d'instruction de la Luftwaffe.

## Moderniser les écoles de la Luftwaffe
Le développement de cet avion débuta en 1936 quand Arado se vit notifier par le RLM un marché de 1 294 millions de Marks pour trois prototypes et une cellule d’essais statiques. Pour répondre à ce programme d’avion d’entrainement avancé, Walter Blume dessina un monoplan cantilever entièrement métallique au dessin très pur et de conception très avancée pour son époque. Il se caractérisait par un fuselage monocoque de section ovoïde logeant un poste de pilotage biplace en tandem protégé par une large canopée vitrée. Le train principal s’escamotait latéralement dans la section centrale de voilure. Initialement le relevage s’effectuait vers l’extérieur, la voie étant donc pratiquement aussi étroite que celle du Messerschmitt Bf 109, mais il fut rapidement jugé nécessaire d’opter pour une voie plus large pour des pilotes encore mal dégrossis. Les jambes du train furent donc retournées pour se relever vers l’intérieur.
Il apparut vite que cet appareil constituait un excellent instrument de transition entre les biplans de début Ar 66, Fw 44 ou Go 145d et les chasseurs monoplans les plus modernes. La production de série fut donc lancée dès 1939 à l’usine Arado de Brandenburg, mais également chez AGO à Oschersleben (Bode).

## Quatre prototypes
Le premier prototype, Ar 96V-1 [D-IRUU, W.Nr 2067] commença ses essais en 1938 avec un moteur huit cylindres en V inversé Argus As.10C de 240 ch et un train d’atterrissage escamotable vers l’extérieur. Il fut suivi de deux autres prototypes, Ar 96V-2 [D-IFHD, W.Nr 2068] et Ar 96V-3 [D-IGME, W.Nr 2069] et d’une présérie de 6 Ar 96A-0 [W.Nr 2879/2884], dont les trois premiers exemplaires furent livrés à la Luftwaffe le 1er avril 1939.
Entre-temps un quatrième prototype, Ar 96V-4 [D-IZIE, W.Nr 2070], avait commencé ses essais avec un train d’atterrissage à voie plus large se relevant vers l’intérieur et une verrière redessinée. Les V-1, V-2 et V-3 furent modifiés selon ce standard, devenant respectivement Ar 96V-7, V-5 et V-6. Ce dernier fut le premier à porter les couleurs de la Luftwaffe [GJ+AL].

## Anecdote
Hitler fit venir un Arado 96 le 28 avril 1945 dans Berlin assiégée pour évacuer le Maréchal Greim, nouvellement promu à la tête de la Luftwaffe, et Hannah Reisch.
Contre toute attente, le pilote réussit à se poser sur la piste improvisée, près de la porte de Brandebourg. Ce fut le dernier appareil à se poser et à décoller avant la chute de la ville, la veille du suicide d'Hitler.

## Deux versions pour 4 usines
92 Ar 96A-1 seulement sortirent des usines Arado et AGO jusqu’en mai 1940. Début 1940 Arado entreprit les essais de deux appareils modifiés pour recevoir un moteur 12 cylindres en V inversé Argus As 410A-1 de 465 ch entraînant une hélice bipale métallique à contrôle automatique de pas. Le fuselage de ces Ar 96B-0 était également allongé pour recevoir plus de carburant. Cette nouvelle version remplaça rapidement la précédente sur les chaines de montage, les premiers Ar-96B sortant d’usine en juillet 1940.
Si 3 300 Ar 96 furent construits, 516 seulement sortirent des usines allemandes. Dès l’été 1940 une chaîne de montage avait en effet été installée à Prague, chez Avia. La production du bimoteur Ju 88 étant prioritaire, les derniers Ar 96 produits par AGO furent achevés en avril 1941 et en juin suivant l’usine de Brandenburg arrêtait à son tour sa chaîne de montage. En janvier 1944 un autre constructeur tchèque, Letov, fut associé à son tour à la production, qui ne s’acheva qu’en février/mars 1945, une directive industrielle du RLM du 15 mars 1945 ordonnant l’arrêt de la production de tous les avions d'entraînement à l'exception de celle du Bücker Bü 181.
La production de cet avion devait reprendre en Tchécoslovaquie après la fin de la guerre sous la désignation Avia C.2B, 227 sortant des usines Avia et 182 de chez Letov jusqu’en 1949.
Une version économique désignée Ar 396 devait être construite en France par la SIPA. En bois et toile, elle était propulsée par un Argus As 411 de 580 ch. Aucun exemplaire ne rejoignit la Luftwaffe avant la Libération de la France, mais SIPA poursuivit la fabrication après guerre pour l’armée de l’air française, sous les dénominations SIPA 11, puis SIPA 12 (version entièrement métallique). 78 exemplaires seront construits. Il seront, engagés comme les T-6G Texan dans la Guerre d'Algérie avec pour armement : 2 mitrailleuses  MAC 34/39 , 4 lance-roquettes Matra 14, 4 lance-bombes de 50 kg ou 4 paquetages de 4 bombes de 10 kg antipersonnel.

## Tous les modèles
- Ar 96V : 4 prototypes.
- Ar 96A-0 : 6 appareils de présérie.
- Ar 96A-1 : 92 appareils de présérie. (23 par Arado, 69 par AGO)
- Ar 96B-0 : 2 appareils de développement.
- Ar 96B-1 : Modèle non armé pour le perfectionnement et l’entraînement au vol aux instruments, c’est le modèle le plus répandu, 1 381 étant construits par Arado (144), AGO (223), Avia (997) et Letov (17) entre juillet 1940 et avril 1944.
- Ar 96B-2 : Armé d'une MG 17 de 7,92 mm pour l’entraînement à la chasse, pas de série.
- Ar 96B-3 : Armé d'une MG 17 de 7,92 mm ou d'une cinémitrailleuse de capot pour la formation des pilotes de chasse. 210 exemplaires produits par Avia entre 1941 et 1943.
- Ar 96B-5 : Équipé d’une MG 15 en pivot à l’arrière pour la formation des mitrailleurs. Un prototype, l’Ar 96V-9 [D-IXWZ]
- Ar 96B-6 : Évolution du B-2 apparue en juillet 1943, Avia produisant 100 exemplaires jusqu'en janvier 1944.
- Ar 96B-7 : Équipé de lance-bombes pour l’entraînement au bombardement en piqué et à l’appui tactique. Pas d’armement fixe. 1 051 B-7/B-8 produits par Avia (518) et Letov.
- Ar 96B-8 : Dernier modèle, armé d'une mitrailleuse et produit uniquement par Letov à partir de juin 1944. Les chiffres de production se confondent avec ceux du B-7, mais ne peuvent pas dépasser les 150 exemplaires.
- Ar 96C : Moteur Argus As 410C de 480 ch et petit vitrage dans le plancher de cabine pour l’entraînement au bombardement. Présérie uniquement.
- Avia C.2 : Produit après la fin de la Seconde Guerre mondiale en Tchécoslovaquie.
- Ar 396, SIPA 11, SIPA 12 : Produit après la fin de la Seconde Guerre mondiale en France.

## Utilisateurs
- Allemagne : L’Ar 96B constitua l’équipement principal des 13 Jagdschulegeschwadern (JG 101 à 110 et 114 à 116) mais on devait en trouver dans toutes les écoles de pilotage et certaines escadrilles auxiliaires.
- Bulgarie : 4 appareils livrés par Arado en 1940. 20 exemplaires supplémentaires furent cédés par le RLM en 1941/42.
- France : L’armée de l'air française devait en utiliser quelques exemplaires après la guerre.
- Hongrie : 41 exemplaires furent livrés par Arado à la Hongrie en 1939/40, 59 autres en 1941/42 par le RLM.
- Slovaquie : 3 appareils cédés par la Luftwaffe durant la guerre.

## Dans les musées
- Un Avia C.2 est exposé au Museum für historische Wehrtechnik (de) de Röthenbach an der Pegnitz, repeint pour représenter l'Ar 96B-1 (W.Nr 4210) immatriculé [PD+EJ].
- Le Musée allemand des techniques de Berlin présente le [U+CF], appareil qui s’est posé en Suède en 1944. Après avoir volé dans ce pays jusqu'en 1954, il avait perdu son aile. Il a été restauré entre 2003 et 2006 en utilisant l’aile d’un C2 et des éléments retrouvés en Hongrie.
- L'Arado Ar 96 B-1 du Flyhistorisk Museum (en) de Sola, en Norvège appartenait au I./JG 5 et a dû se poser en mer au large de Bømlo sur panne moteur le 13 mars 1943. Après avoir passé de nombreuses années par 37 m de profondeur, il a été repêché.

### Aéronefs comparables
- Miles Master
- North American Harvard

### Ordre de désignation
Ju 89 -
Ju 90 -
Ar 95 -
Ar 95 -
Fi 97 -
Fi 98 -
Fi 99